# Paweł Waldemar von Everth
Paweł Waldemar von Everth (ur. 5 marca 1812, zm. 1895) – duchowny ewangelicki, generalny superintendent (biskup kościoła) Kościoła Ewangelicko-Augsburskiego w Królestwie Polskim.

## Życiorys
Urodził się w okolicach Dorpatu i tam też został ordynowany 6 grudnia 1842. W latach 1875–1895 był generalnym superintendentem Kościoła Ewangelicko-Augsburskiego w Królestwie Polskim. Jego syn Paweł Wiktor Hugo von Everth został w roku 1894 generalnym superintendentem w Moskwie.